# Bandiera della Navarra
La bandiera della Navarra è la bandiera ufficiale della Comunità forale della Navarra, una delle 17 comunità autonome della Spagna.
Il suo utilizzo ne prevede l'esposizione all'esterno di tutti gli edifici pubblici e governativi regionali.

## Descrizione
Il disegno della bandiera è regolamentato dall'atto normativo che nel 1982 ha istituito la Navarra come comunità autonoma (forale) all'interno dello stato spagnolo. In esso, è descritta come di colore rosso, con lo stemma ufficiale (scudo di Navarra) al centro.
Quest'ultimo simbolo, che costituisce l'elemento maggiormente distintivo della bandiera, è composto da una serie di sedici catene d'oro disposte a raggiera intorno ad uno smeraldo verde centrale. A sormontare lo stemma, una corona reale, simbolo dell'antico Regno di Navarra. 

## Storia
Sebbene l'introduzione ufficiale della bandiera nella sua versione attuale sia datata 1910, l'utilizzo delle catene d'oro come simbolo del Regno di Navarra risale al XIII secolo: secondo la tradizione infatti deriverebbe dal blasone adottato dal re Sancho VII nel 1212, a seguito della vittoria contro il califfo Muhammad al-Nasir nella battaglia di Las Navas de Tolosa. Le catene d'oro sarebbero state quelle che trattenevano la guardia personale del califfo, composta di schiavi, infrante dal re navarro. Ulteriore bottino di guerra sarebbe inoltre stato uno smeraldo portato dal califfo sul turbante, anch'esso poi incluso nello stemma personale del sovrano cristiano.
Nonostante questa origine sia molto probabilmente da far risalire a racconti posteriori (databili intorno al XV secolo), è certo che le catene d'oro furono adottate da Sancho come simbolo del Regno di Navarra, oltre che come proprio emblema personale. Come tali, continuarono a comparire nei vessilli del regno fino al 1512, anno della sua incorporazione nel Regno di Spagna.
Nel 1910 il governo locale della Navarra introdusse ufficialmente la bandiera nella sua versione attuale, aggiungendo lo sfondo rosso allo stemma araldico (un precedente utilizzo del quale era datato 1558, con l'adozione di questo stendardo da parte delle truppe navarre nel corso di una spedizione punitiva contro la città di Saint-Jean-de-Luz. Piccole modifiche furono introdotte dal regime repubblicano nel 1931 (sostituzione della corona reale con una corona muraria) e da quello franchista nel 1937 (reintroduzione della corona reale ed aggiunta della croce laureata di San Ferdinando. Dal 1982 è in vigore la sua forma attuale.

## Precedenti storici

Stendardo reale del Regno di Navarra (dal 1212)
Versione repubblicana (1931-1937)
Versione franchista del (1937-1981)